# Ángel Della Valle
Ángel Della Valle (Buenos Aires, 10 ottobre 1852 – Buenos Aires, 16 luglio 1903) è stato un pittore argentino appartenente alla Generazione dell'80.
Assieme a Eduardo Sívori e altri artisti, fu un esponente del realismo pittorico nel suo paese.

## Biografia
Suo padre costruì degli edifici a Buenos Aires su incarico di Juan Manuel de Rosas. Della Valle aveva esordito nell'arte fin da giovanissimo, e tra i quindici e i vent'anni viaggiò in Italia per perfezionare la tecnica della pittura a olio, poiché nella Buenos Aires del 1875 non esistevano accademie d'arte, ma solo dei maestri che insegnavano la tecnica in maniera particolare. Si stabilì a Firenze, dove studiò con il maestro Antonio Ciseri.
Nel 1883 tornò in Argentina e stabilì il suo laboratorio nella casa dei suoi genitori. Si unì al gruppo degli artisti che stavano nascendo a Buenos Aires e che componevano la Generazione dell'80. Tra alcuni dei suoi amici c'erano: Augusto Ballerini, Lucio Correa Morales, Francisco Cafferata, Eduardo Sívori, Ernesto de la Cárcova e Reinaldo Giudici.
Come pittore si dedicò alla realizzazione di ritratti di grande successo, tra i quali spicca quello del suo grande amico d'infanzia, Pedro Lagleyze, che diede un sostegno importante per la carriera professionale di Della Valle. Lagleyze, un oftalmologo importante, aveva tra i suoi pazienti l'allora presidente Julio Argentino Roca, che l'artista ritrasse grazie al suo intervento.

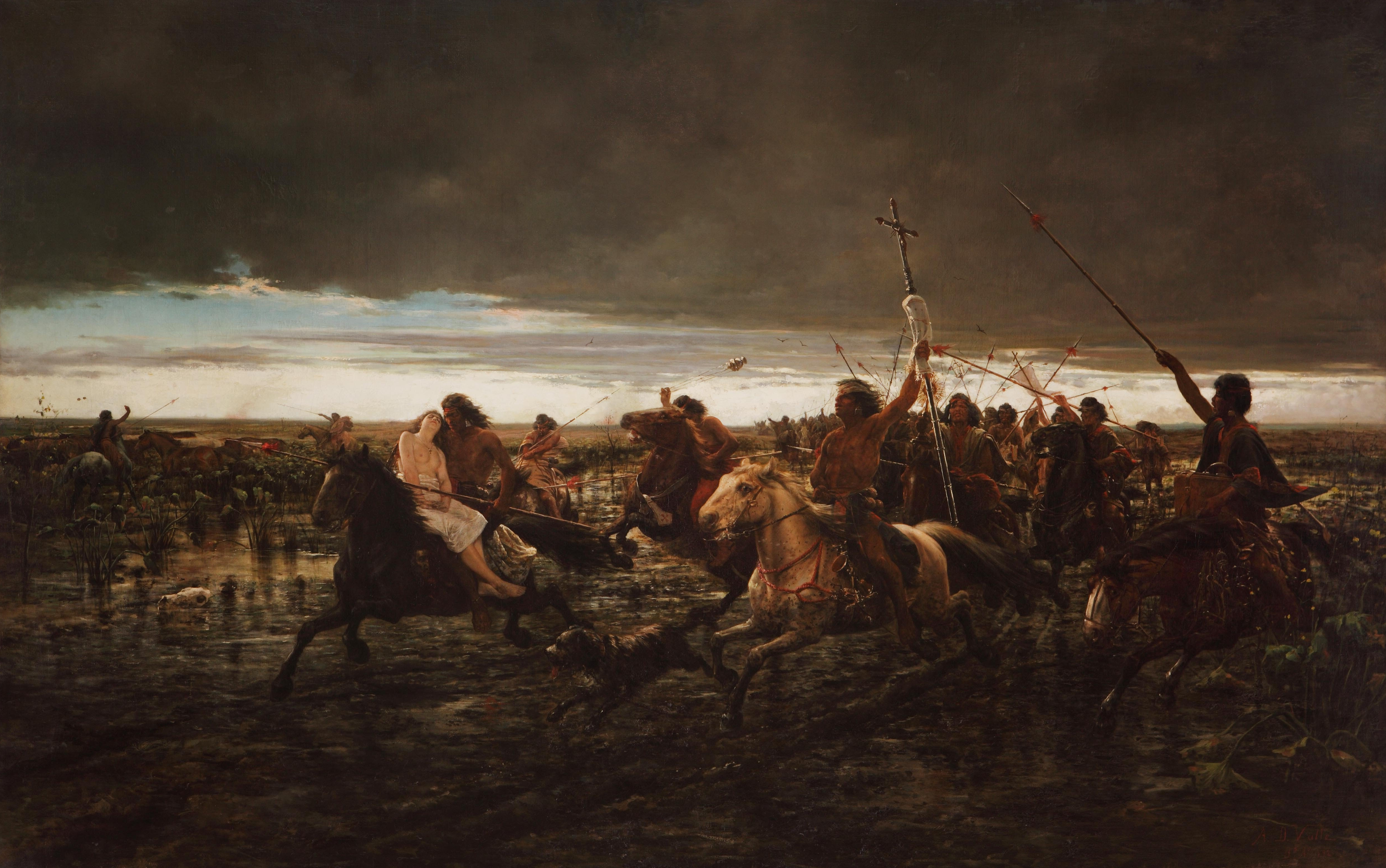
La vuelta del malón, 1892

Però quello che spicca del suo talento è la rappresentazione della campagna, del gaucho e di altri temi creoli, che caratterizzarono l'artista e lo consacrarono come ritrattista degli autoctoni.
Nel 1892, della Valle espose con grande successo la sua opera La vuelta del malón (oggi al museo nazionale delle belle arti argentino) nel bazar Nocetti y Repetto, dato che non esistevano ancora nella città saloni o gallerie d'arte. L'opera venne esposta nel padiglione argentino dell'esposizione universale di Chicago, negli Stati Uniti. L'opera (che raffigura dei nativi sudamericani che tornano a casa dopo un malón, ossia una scorreria) è considerata il suo capolavoro.

### Lavoro come docente
Dopo il suo ritorno a Buenos Aires si dedicò all'insegnamento nella Sociedad Estímulo de Bellas Artes (SEBA) , allora l'unico centro di insegnamento artistico del paese. Formò degli artisti come Boggio, Daneri e Victorica. Per diciotto anni occupò la cattedra del disegno, dalla quale teneva le sue lezioni tre volte a settimana. L'accademia si trovava nell'edificio del quartiere portegno di Recoleta, il Bon Marché (oggi la Galerías Pacífico), tra la calle Florida e l'avenida Córdoba.
Sebbene l'opera dell'artista abbia segnato una pietra miliare nella storia dell'arte argentina, egli si dedicò pienamente al suo lavoro come maestro dei giovani artisti. Vale la pena notare il suo sforzo per promuovere l'arte in tutto il paese.
La morte lo colse il 16 luglio del 1903, mentre stava dando una lezione. Un suo alunno, Thibon de Libian, realizzò un disegno nel quale ritrasse il momento fatale del suo maestro, come prova del suo sentimento di rispetto e affetto.

## Opere

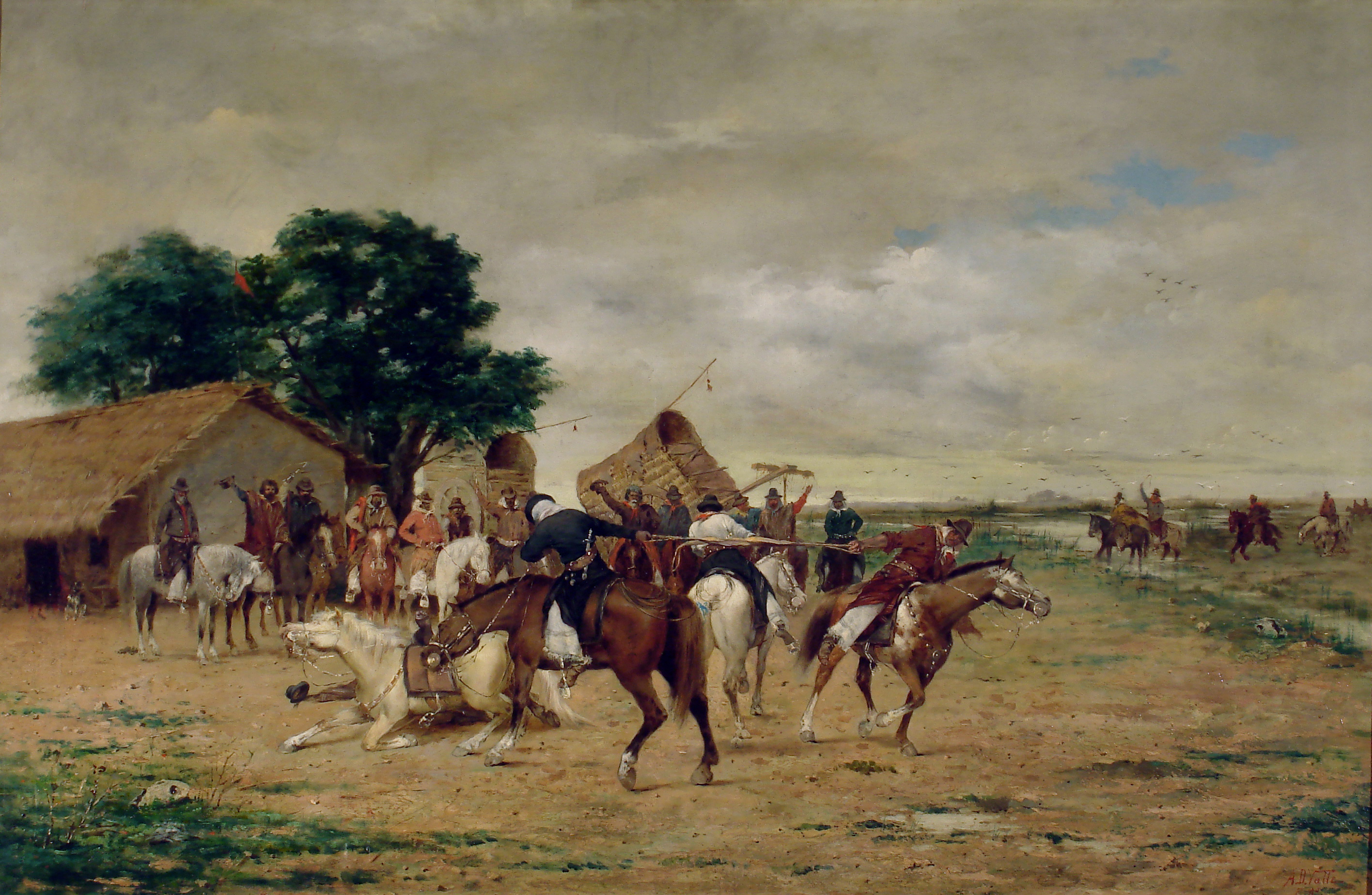
El juego del pato, 1892

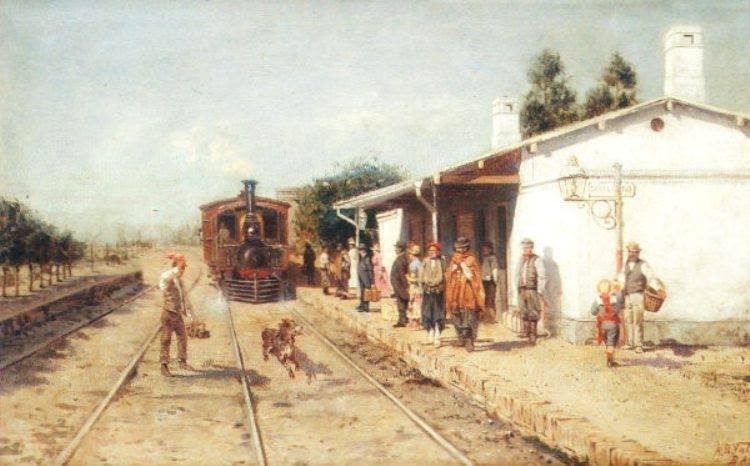
Stazione di Lomas de Zamora, 1893

Tra le sue opere più celebri si citano le seguenti:
- Cavalli di San Marco (1881)
- Treno della Pampa (1888)
- Crepuscolo nella laguna (1889)
- La dea dell'amore (1890)
- La vuelta del malón (1892)
- El juego del pato (1892)
- Stazione di Lomas de Zamora (1893)
- Corrida de Sortija (1893)
- Sull'orlo del monte (1895)
- Incendio nella Pampa (1900)
- L'atelier (1900)